# Classe Pullino
La classe Pullino est une classe de 2 sous-marins construits pour la Regia Marina (la Marine royale italienne) et mis en service au début de l Première Guerre mondiale.

## Généralités de la classe
Ces sous-marins ont été conçus par Virginio Cavallini, le capitaine du génie naval, qui a introduit des innovations très importantes, anticipant les excellents projets réalisés dans la période de l'entre-deux-guerres. Tout d'abord, on note le nombre élevé de tubes lance-torpilles (six) par rapport au déplacement relativement limité. En outre, les performances sous-marines étaient vraiment remarquables: la vitesse maximale en immersion était de 10 nœuds, soutenable pendant 2,5 heures. Pour disposer d'un autre sous-marin italien aux performances sous-marines similaires, il a fallu attendre les sous-marins de la classe "Toti" construits dans les années 60. Pendant la Grande Guerre, ils ont été intensément employés dans des activités offensives.

## Caractéristiques
La classe Pullino déplaçait 355 tonnes en surface et 405 tonnes en immersion. Les sous-marins mesuraient 42,3 mètres de long, avaient une largeur de 4,17 mètres et un tirant d'eau de 3,69 mètres. Ils avaient une profondeur de plongée opérationnelle de 50 mètres. Leur équipage comptait 2 officiers et 17 sous-officiers et marins.
Pour la navigation de surface, les sous-marins étaient propulsés par deux moteurs diesel FIAT de 730 chevaux-vapeur (cv) (537 kW) chacun  entraînant deux arbres d'hélices. En immersion, chaque hélice était entraînée par un moteur électrique  Savigliano de 260 chevaux-vapeur (191 kW). Ils pouvaient atteindre 14 nœuds (25,9 km/h) en surface et 10 nœuds (18,5 km/h) sous l'eau. En surface, la classe Pullino avait une autonomie de 2 700 milles nautiques (5 000 km) à 8 noeuds (14,8 km/h); en immersion, elle avait une autonomie de 170 milles nautiques (314 km) à 2,5 noeuds (4,6 km/h).
Les sous-marins étaient armés de 4 tubes lance-torpilles de 45 centimètres (2 à l'avant et 2 à l'arrière) et de 2 tubes lance-torpilles encastrés sur le pont arrière de 450 mm, pour lesquels ils transportaient un total de 8 torpilles.

## Unités
| Regia Marina - Classe Pullino | Regia Marina - Classe Pullino                                         | Regia Marina - Classe Pullino | Regia Marina - Classe Pullino | Regia Marina - Classe Pullino | Regia Marina - Classe Pullino                                                                      |
| Sous-marin                    | Chantier                                                              | Début de construction         | Lancement                     | Entrée en service             | Destination finale                                                                                 |
| ----------------------------- | --------------------------------------------------------------------- | ----------------------------- | ----------------------------- | ----------------------------- | -------------------------------------------------------------------------------------------------- |
| Giacinto Pullino              | Arsenale militare marittimo della Spezia (Regio Arsenale - La Spezia) | 2 juin 1912                   | 21 juillet 1913               | 12 décembre 1913              | Echoué et capturé le 30 juillet 1916, coulé le 1er août, récupéré en 1929 et mis au rebut en 1931. |
| Galileo Ferraris              | Arsenale militare marittimo della Spezia (Regio Arsenale - La Spezia) | 2 juin 1912                   | 9 novembre 1913               | 5 décembre 1914               | Radié le 15 décembre 1919 et démoli en 1921.                                                       |

### Giacinto Pullino
Le Pullino s'échoua sur la côte dalmate le 29 juin 1916 (à cette occasion, Nazario Sauro, le pilote du sous-marin, fut capturé) ; il fut désarmé par les Autrichiens et coula pendant le remorquage. Récupéré, il a été démoli en 1931.

### Galileo Ferraris
Après plusieurs missions infructueuses, le Ferraris s'échoue à l'embouchure du Pô le 27 novembre 1917 et, récupéré en janvier 1918, il ne reprit jamais le service. Employé en mer Rouge pour la pêche aux perles par un ancien officier de marine, il a ensuite été mis au rebut.

## Source de la traduction
- (it) Cet article est partiellement ou en totalité issu de l’article de Wikipédia en italien intitulé « Classe Pullino » (voir la liste des auteurs).